# Hengjie (köpinghuvudort i Kina, Jiangxi Sheng, lat 28,70, long 118,14)
Hengjie (kinesiska: 横街) är en köpinghuvudort i Kina. Den ligger i provinsen Jiangxi, i den sydöstra delen av landet, omkring 220 kilometer öster om provinshuvudstaden Nanchang. Antalet invånare är 28 286. Befolkningen består av 13 885 kvinnor och 14 401 män. Barn under 15 år utgör 25,0 %, vuxna 15-64 år 65 %, och äldre över 65 år 9,0 %.
Runt Hengjie är det tätbefolkat, med 511 invånare per kvadratkilometer. Närmaste större samhälle är Yanrui, 18,9 km öster om Hengjie. I omgivningarna runt Hengjie växer i huvudsak blandskog.
Genomsnittlig årsnederbörd är 2 636 millimeter. Den regnigaste månaden är juni, med i genomsnitt 506 mm nederbörd, och den torraste är oktober, med 38 mm nederbörd.